# Lil Mosey
Lil Mosey, pseudonimo di Lathan Moses Echols (Seattle, 25 gennaio 2002), è un rapper e cantante statunitense.

## Biografia
Nel 2016 ha caricato la sua prima canzone su SoundCloud, So Bad, la quale lo porterà a pubblicare il suo primo singolo commerciale l'anno successivo, intitolato Pull Up e certificato oro dalla Recording Industry Association of America. Hanno fatto seguito i singoli Boof Pack e Noticed; quest'ultimo divenuto il primo ingresso dell'artista nella Hot 100. Il 19 ottobre 2018 è stato pubblicato l'album in studio di debutto, Northsbest, classificatosi in 29ª posizione nella Billboard 200.
Il 7 giugno 2019 è stato reso disponibile il singolo G Walk, in collaborazione con Chris Brown; esso ha anticipato il secondo album del rapper, Certified Hitmaker, messo in commercio nel novembre successivo e che ha fatto l'entrata in classifica di oltre dieci nazioni, piazzandosi in top ten nella Canadian Albums, al 12º posto in madrepatria e al 67º nel Regno Unito. Inoltre uno dei singoli estratti dall'album, Blueberry Faygo, ha consacrato il rapper a livello commerciale, raggiungendo la top ten dei due principali mercati anglofoni, oltre a ricevere la certificazione di platino dalla RIAA e quella quadrupla dalla Music Canada.

## Controversie
Il 2 aprile 2021 Echols è stato accusato di stupro nella contea di Lewis, Washington, per un episodio verificatosi la sera del 5 gennaio 2020 presso un party da lui organizzato a Randle, ai danni di una donna in stato di ubriachezza. Assieme al rapper sono stati imputati altri due uomini, Francisco P. Prater e Joshua D. Darrow, per concorso in violenza sessuale. Il 21 aprile 2021 è stato emesso un mandato di arresto nei confronti di Echols di un valore di 50000 $ dopo aver disertato l'udienza preliminare. Dopo aver raggiunto un accordo con il procuratore della contea, Echols è apparso in tribunale il 27 aprile successivo dichiarandosi innocente. La prima udienza del processo, rimandata diverse volte, è fissata per il 12 dicembre 2022. Il 2 marzo 2023 il rapper di Seattle è stato assolto completamente dalle accuse che gli hanno ostacolato la carriera.

## Discografia

### Album in studio
- 2018 – Northsbest
- 2019 – Certified Hitmaker